# Jane Stapleton
Jane Stapleton (født 26. marts 1952) er en australsk advokat med speciale i erstatningsret. Hun er Emeritus Fellow fra Balliol College Oxford og rektor for Christ's College, Cambridge.

## Opvækst og uddannelse
Jane Stapleton blev født i Sydney, Australien. Hun studerede oprindeligt naturvidenskab og blev bachelor i kemi fra Universitet i New South Wales og en ph.d. i fysisk-organisk-kemi fra Universitet Adelaide. Hun kom til Storbritannien i midten af 1970'erne, og i 1977 overtog hun en Postdoktoral forskning post på Institut for kemi i Cambridge Universitet.
Stapleton besluttede at skifte til retsvidenskab og fik sågar en LLB (Bachelor of Laws), samt en medalje fra Australian National University efterfulgt af en Doctor of Philosophy (DPhil) i privatret fra University of Oxford. Hun blev valgt en Fellow af Balliol College, Oxford og underviste på universitetet indtil 1997, Stapleton steg til tops i placeringen af de bedste undervisere af retsvidenskab.

## Karriere
Fra 1997 til 2016 sad hun i Australian National University's retsundersøgelse committee, i dag er Stapleton også en Emeritus Distinguished Professor på Australian National University. I 2000 hun blev valgt til medlem af det amerikanske retsInstitut (American Law Institute, ALI). I 2011-12 var hende og hendes mand Peter Cane, Arthur Goodhart gæsteprofessorer på det juridiske fakultet på University of Cambridge. I det pågældende akademiske år var Jane en Fellow på St John's College og Peter Cane, hendes mand, var en Fellow på Corpus Christi college.
Stapleton har specialiseret sig i loven om erstatningsret og et endnu større fokus har været hendes forskning på årsagssammenhæng i jura, filosofi og videnskab. Hun har fungeret som konsulent i store kommercielle, farmaceutisk, medicinsk og miljømæssige tvister i Det Forenede Kongerige, USA, Australien og New Zealand.